# Fribourg
Fribourg (svájci németül Fryburg [fribʊrg], irodalmi német nyelven: Freiburg im Üechtland, franciául Fribourg, [fʀibuʀ], franko-provanszálul Friboua) svájci város, Fribourg kanton fővárosa. Fribourg Svájc nyugati-középső részén fekszik, fontos gazdasági, közigazgatási és oktatási központ. Fribourg a germán és újlatin nyelvterületeket elválasztó képzeletbeli határ mentén fekszik, így Fribourg és az egész kanton kétnyelvű. A város kétnyelvű (francia-német) egyeteme az egyik legismertebb egyetem Svájcban.

## Földrajz
Freibourg 581 méterrel fekszik a tengerszint felett. Berntől való távolsága kb. 28 kilométer. Freibourg és környéke egy fennsíkon fekszik, átlagosan 620 méter tengerszint feletti magasságban. A várost délről északi irányban átszeli a kanyargós Saane folyó. A völgyben a folyó szélessége átlag 200, maximum 500 méter. 
A közigazgatási város területe 9,3 négyzetkilométer. A város önkormányzati területe viszonylag kicsi. 
A város – a belvárosi részt kivéve – nagyrészt erdővel borított. 1997-ben a település 18%-át erdők és cserjék borították, 14%-át mezőgazdaságra használták fel. 
| Havi átlaghőmérséklet \| \| Január \| Február \| Március \| Április \| Május \| Június \| Július \| Augusztus \| Szeptember \| Október \| November \| December \| Átlag \| \| Max. Hőmérséklet (° C) \| 3.7 \| 5.4 \| 9.9 \| 13.6 \| 18.5 \| 21.8 \| 24.6 \| 24.1 \| 19.6 \| 14.5 \| 8.0 \| 4.3 \| 14 \| \| Min. Hőmérséklet (° C) \| -3.2 \| -2.8 \| 0.4 \| 2.9 \| 7.4 \| 10.6 \| 12.7 \| 12.3 \| 9.0 \| 5.7 \| 0.8 \| -1,9 \| 4.5 \| \| \| \| \| \| \| \| \| \| \| \| \| \| \| \| \| Csapadék (mm) \| 57 \| 55 \| 72 \| 84 \| 126 \| 115 \| 113 \| 117 \| 100 \| 91 \| 74 \| 72 \| 1076 \| \| \| \| \| \| \| \| \| \| \| \| \| \| \| \| \| Esős nap (d) \| 10 \| 10 \| 11 \| 11 \| 13 \| 11 \| 11 \| 11 \| 9 \| 10 \| 11 \| 10 \| 128 \| \| \| \| \| \| \| \| \| \| \| \| \| \| \| \| \| Páratartalom (%) \| 84 \| 79 \| 72 \| 72 \| 73 \| 71 \| 69 \| 71 \| 77 \| 82 \| 84 \| 84 \| 76,5 \| Forrás: www.meteoschweiz.admin.ch |        |         |         |         |       |        |        |           |            |         |          |          |       |
| | Január | Február | Március | Április | Május | Június | Július | Augusztus | Szeptember | Október | November | December | Átlag |
| Max. Hőmérséklet (° C) | 3.7    | 5.4     | 9.9     | 13.6    | 18.5  | 21.8   | 24.6   | 24.1      | 19.6       | 14.5    | 8.0      | 4.3      | 14    |
| Min. Hőmérséklet (° C) | -3.2   | -2.8    | 0.4     | 2.9     | 7.4   | 10.6   | 12.7   | 12.3      | 9.0        | 5.7     | 0.8      | -1,9     | 4.5   |
| |        |         |         |         |       |        |        |           |            |         |          |          |       |
| Csapadék (mm) | 57     | 55      | 72      | 84      | 126   | 115    | 113    | 117       | 100        | 91      | 74       | 72       | 1076  |
| |        |         |         |         |       |        |        |           |            |         |          |          |       |
| Esős nap (d) | 10     | 10      | 11      | 11      | 13    | 11     | 11     | 11        | 9          | 10      | 11       | 10       | 128   |
| |        |         |         |         |       |        |        |           |            |         |          |          |       |
| Páratartalom (%) | 84     | 79      | 72      | 72      | 73    | 71     | 69     | 71        | 77         | 82      | 84       | 84       | 76,5  |

## Népesség
| Demográfiai adatok | Demográfiai adatok | Demográfiai adatok              |
| Év                 | Népesség           | A német nyelvet beszélők aránya |
| ------------------ | ------------------ | ------------------------------- |
| 1450               | 6'000              |                                 |
| 1798               | 5'117              |                                 |
| 1850               | 9'065              |                                 |
| 1870               | 10'581             |                                 |
| 1888               | 12'195             | 37,1%                           |
| 1900               | 15'794             | 35,4%                           |
| 1910               | 20'293             | 33,0%                           |
| 1930               | 21'557             | 33,3%                           |
| 1950               | 29'005             | 33,2%                           |
| 1960               | 32'583             |                                 |
| 1970               | 39'695             | 28,0%                           |
| 1980               | 37'400             |                                 |
| 1990               | 36'355             | 22,8%                           |
| 2000               | 34'897             | 21,2%                           |
| 2010               | 35'547             |                                 |

2013-ban 37 485 lakosa volt a városnak, ezzel Fribourg kanton legnagyobb városa. A lakosság kb. 29%-a külföldi. A lakosság leggyorsabb növekedését a 20. században, 1930-1970 között tapasztalták. A népesség rekordját 1974-ben érte el, amikor mintegy 42 000 lakosa volt. Azóta a népesség hol csökkent, hol stagnált, de 2000 óta ismét növekvő tendenciát mutatott, miután 2000 és 2010 között kb. 700 fővel nőtt a lakosság. 
A Svájci Szövetségi Statisztikai Hivatal becslései szerint a város agglomerációjának lakossága mintegy 100 000 fő (2008-ban). Az agglomerációhoz tartozó fontosabb települések: Avry, Belfaux, Corminboeuf, Givisiez, Granges-Paccot, Marly, Matran és Villars-sur-Glâne, Villars-sur-Glâne, Givisiez és Granges-Paccot. Közvetlenül a város keleti szélénél található a körzethez tartozó Kis-Schönberg (francia: Petit-Schoenberg) és Düdingen Weiler Uebewil (francia: Villars-les-Joncs). Ezen két településsel együtt Fribourg lakossága mintegy 55 ezer fő. 

### Nyelvek
A lakosok 63,6%-a francia nyelvű, 21,2%-a német és 3,8%-a olasz anyanyelvű (2000). A fennmaradó 11,4% rengeteg nyelvet beszél, többek között albánt, szerbet, horvátot, spanyolt vagy portugált. Bár a kanton jelentős részén, így a fővárosban is a francia nyelv van túlsúlyban, Fribourgban jelentős németajkú kisebbség él. A németek a francia nyelv túlsúlyba – illetve hivatalos státuszba kerülése óta küzdenek azért, hogy a kanton és a város hivatalosan is kétnyelvű legyen. A kanton iskoláiban két nyelven is lehet tanulni, ahogy a kétnyelvű egyetemen is. 
Fribourg már nagyon régóta a germán és újlatin nyelveket elválasztó képzeletbeli vonal mentén feküdt, így a város nyelvileg ketté volt/van szakadva. A város 12. századi alapításakor még a német volt túlsúlyban, 1800 óta a francia nyelv fokozatosan szerzett befolyást, majd vette át a német nyelv szerepét. Az iparosodás következtében a városban francia nyelvű munkások költöztek. A 19. század végétől a németajkú lakosok kisebbségbe szorultak és hátrányos megkülönböztetésben éltek. A 2000-es években is indultak német részrúől próbálkozások, hogy kétnyelvű legyen a város, de ezt a francia többség minduntalan elutasította.

### Vallások
Freiburg lakossága túlnyomórészt katolikus. 2000-ben a város lakosságának 69%-át adta katolikus, 9%-át a protestáns vallás hívei, míg 8% valamilyen más vallás híve, vagy vallástalan. 

## Politika
A törvényhozó hatalom az ötévente választott törvényhozó tanács kezében van. 
A 2011-es választások eredményei (zárójelben 2006):
- SP : 25 (22)
- CVP : 17 (23)
- Zöld : 11 (9)
- FDP : 10 (8)
- SVP : 9 (9)
- CSP : 6 (7)
- Zöld Liberális Párt : 1 (-)
- független: 1 (-)

### Végrehajtó hatalom
A végrehajtó hatalom a városi tanács kezében van. A városi tanács öt tagból áll, hivatali idejük öt év. A tagok száma 2001-ben 9-ről 5 főre csökkent. 
A városi tanács tagjai (2011-2016 közötti választási időszakban):
- Pierre-Alain Clément (SP) (polgármester)
- Jean Bourgknecht (CVP): (alpolgármester)
- Thierry Steiert (SP)
- Madeleine Genoud-oldal (CSP)
- Antoinette de Weck (FDP)

### Igazságszolgáltató hatalom
A városban a kerületi bíróság az illetékes igazságszolgáltató szerv.

## Fordítás
- Ez a szócikk részben vagy egészben  a   Fribourg című német Wikipédia-szócikk fordításán alapul.  Az eredeti cikk szerkesztőit annak laptörténete sorolja fel. Ez a jelzés csupán a megfogalmazás eredetét és a szerzői jogokat jelzi, nem szolgál a cikkben szereplő információk forrásmegjelöléseként.
- Ez a szócikk részben vagy egészben  a   Fribourg című angol Wikipédia-szócikk fordításán alapul.  Az eredeti cikk szerkesztőit annak laptörténete sorolja fel. Ez a jelzés csupán a megfogalmazás eredetét és a szerzői jogokat jelzi, nem szolgál a cikkben szereplő információk forrásmegjelöléseként.